# Laglorieuse
Laglorieuse – miejscowość i gmina we Francji, w regionie Nowa Akwitania, w departamencie Landy.
Według danych na rok 1990 gminę zamieszkiwało 536 osób, a gęstość zaludnienia wynosiła 46 osób/km² (wśród 2290 gmin Akwitanii Laglorieuse plasuje się na 686. miejscu pod względem liczby ludności, natomiast pod względem powierzchni na miejscu 954.).